# Mikrochirurgia
Mikrochirurgia – dział chirurgii zajmujący się wykonywaniem zabiegów chirurgicznych pod mikroskopem na bardzo małych strukturach żywych (np. operacje krtani, nosa, zatok przynosowych, ucha, oka, zespolenia drobnych naczyń krwionośnych).